# Fryshuset

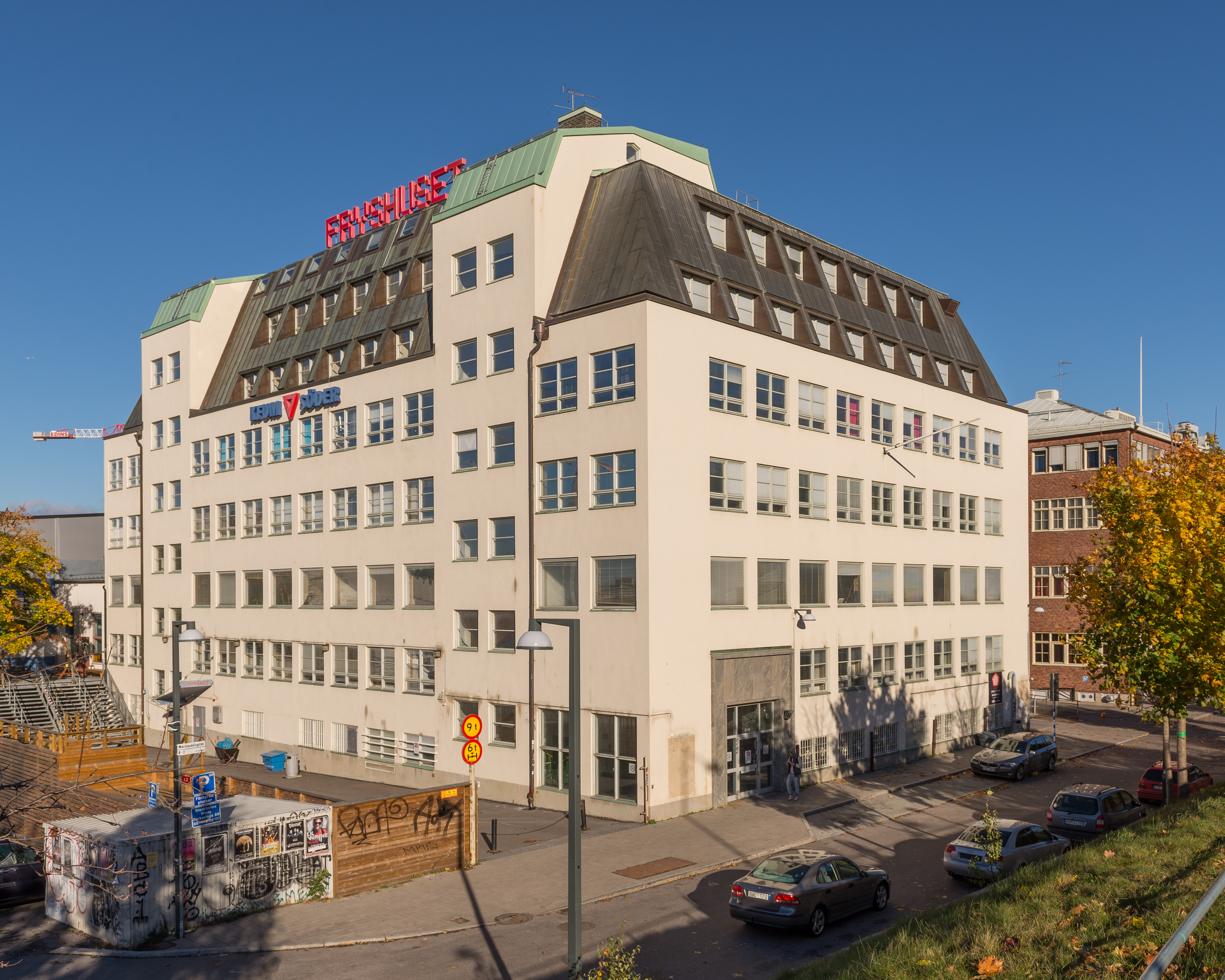
Fryshusets lokaler i Hammarby sjöstad 2013.

Fryshuset är en ideell svensk organisation som är politiskt och religiöst oberoende. Verksamheten syftar till att göra det möjligt för alla unga att genom sina passioner förändra världen. Fryshuset bedriver verksamheter för och med unga inom områdena Skola, Ungdomskultur, Arbete & entreprenörskap samt Föredöme & framtidstro. Fryshuset vänder sig till alla unga och fokuserar särskilt på dem som lever i utanförskap.
Idag finns Fryshuset i Hammarby sjöstad, Husby, Kalmar, Nybro, Torsås, Östra Göinge, Göteborg, Malmö och Helsingborg.

## Historik
Fryshuset startade hösten 1984 i AB Stockholms Kylhus lokaler på Tegelviksgatan 19-23
vid Norra Hammarbyhamnen i Stockholm. Eldsjälen Anders Carlberg fick i uppdrag av KFUM Söder att hitta en lokal som kunde fungera som baskethall och samla alla barn och unga på Söder som ville spela basket. Det gamla fryslagret stod tomt och man började renovera och bygga en idrottshall.
Anders Carlberg fick reda på att det även rådde brist på replokaler av några musikengagerade byggarbetare. Han ordnade därför så att det byggdes 50 stycken replokaler i huset och fick med sig ABF så att det kunde bedrivas musikverksamhet genom studiecirklar. Att Fryshuset kom att bli en knutpunkt för unga musiker, kan ses som en tillfällighet men visar också tydligt den väg som blev Fryshusets, nämligen att vara lyhörd för unga människors behov.
Fryshuset började snart arbeta med unga i olika typer av utanförskap, bland annat skinnskallar med syftet att minska det våld dessa uppfattades utöva i Stockholms innerstad. Detta ledde till massiv kritik. Fryshuset stod på sig och hävdade att kontakt och relationer är en förutsättning för att kunna påverka destruktiva unga. Efter misshandelsfall och det uppmärksammade Fryshusmordet på nyårsnatten 1994/1995 höjdes röster för att lägga ner verksamheten och vid årsskiftet 1995/1996 avhystes skinnskallarna från Fryshuset
Under 1990-talet startade Fryshuset flera skolor övertygade om att alla unga kunde lyckas om deras fritidsintressen kopplades till skolan. Skolorna var även ett sätt för Fryshuset att kunna följa unga under längre tid och kunna fånga upp deras olika behov, drivkrafter och intressen och på så sätt kunna slussa dem vidare till passande fritidsintressen eller sociala verksamheter. Socialt entreprenörskap i olika former sattes igång och drevs av och för unga.
I början av 2000-talet påbörjades expansionen till Göteborg och Malmö. 
I mars 2023 finns Fryshuset i Sverige i Hammarby sjöstad (Stockholm), Husby (Stockholm), Nybro, Torsås, Kalmar, Östra Göinge, Göteborg, Malmö och Helsingborg.

## Verksamheter

### Skola[3]
- Fryshusets gymnasium - en friskola med möjlighet att kombinera studier med särskilda intressen: basket, musik, dans, teater, bild & form, skate, medieproduktion eller speldesign.
- Fryshuset Folkhögskola - erbjuder Allmän kurs med inriktning mot högre studier och arbete samt musikkurser.
- Fryshusets Grundskola Stockholm - erbjuder högstadiestudier i kombination med dans, basket, bild och form, skateboard, musik eller träning och hälsa.
- Fryshusets Grundskola Västra - erbjuder grundskola årskurs F–9 med fokus på IT och programmering.
- Danscenter Fryshuset - erbjuder danskurser men även en yrkesdansarutbildning.

### Föredöme & Framtidstro[4]
- Elektra – arbetar med att förebygga hedersförtryck, våld och andra kränkningar.
- Exit – ger stöd till människor som vill lämna våldsbejakande radikala, nationalistiska eller religiösa grupper.
- Barn till ensamma mammor (BEM) – ger stöd och avlastning till ensamstående mödrar och barn som lever i ekonomisk- eller annan utsatthet.
- United Sisters – arbetar självstärkande med unga tjejer och icke-binära i åldern 12-20 år genom att erbjuda gruppverksamheter och individuell coachning.
- Brobyggarna – en gruppverksamhet för unga killar i åldrarna 14-16 år.
- Teater Fryshuset – en turnerande rikstäckande teater som spelar pjäser med tema kring aktuella frågor.
- IDEDI – Institutet för demokrati och dialog.
- Vänd oss inte ryggen – ett treårigt demokratiprojekt.
- Vi är samhället – stärker unga som befinner sig i destruktiva sammanhang.
- Ungdomar.se – Sveriges största digitala plattform för unga.
- Tillsammans för Sverige – skapar dialog mellan unga med olika religiösa, kulturella och socioekonomiska bakgrunder.
- Emerichfonden – Fondens syfte är att stödja insatser av och för ungdomar som inom grundskolan och gymnasiet arbetar för att förhindra våld och för att öka förståelsen mellan människor med olika bakgrund.
- Fryskyrkan – består av präster och diakoner som arbetar med stödsamtal, konfirmationsgrupper, pilgrimsresor med mera.
- Oslagbart – får unga killar att växa genom stöd till självkännedom och modet att vara sig själva.
- Non-Silence Generation – ger unga verktyg att organisera sig genom föreningslivet.
- BACKA Systerskapet – stärker och lyfter ungas självkänsla och identitet.
- Passus – avhopparverksamhet för den som vill lämna kriminella gäng.
- IC Sverige – ett program för bättre självledarskap, kritiskt tänkande, kreativ problemlösning och konstruktiv konfliktlösning.
- Vi behövs – utbildar unga i krisberedskap och ökar viljan att delta som en resurs vid kris i lokalsamhället.
- Institutet för Sociala Effekter (ISE) – en kunskapsplattform i syfte att främja social innovation och sociala investeringar riktade till barn och unga.
- Mobilt stödteam – arbetar med att fånga upp unga som är sysslolösa eller som inte mår bra och lotsar ut dem i arbete eller fritidsaktiviteter.
- Förebyggande enheten – kartläggningar och förebyggande insatser för unga i riskbeteende.
- CIDES – är experter på gängkriminalitet. Sprider kunskap och metoder om hur vi kan hindra att destruktiva och extrema miljöer etableras, och hur avhoppare stöttas på bästa sätt.
- YAIF – ett projekt som syftar till att utbilda och stötta unga i att starta egna initiativ på temat antirasism och antidiskriminering.
- My Brain – ett treårigt projekt där Fryshuset tillsammans med elever på högstadiet utvecklar en metod för skolan som syftar till bättre hjärnhälsa.
- Dialogue for Peaceful Change, DPC – en utbildningsmetod i konfliktlösning.

### Arbete & Entreprenörskap[5]
- Together – en metod för att möta och stödja unga som riskerar att hamna i utanförskap.
- LÖS DET – en arbetsmarknadsinsats som skapar möjligheter för dig som ung att kunna ta dig in på arbetsmarknaden som förr varit långt borta.
- Sveriges Ungdomsentreprenör – Fryshusets initiativ för att lyfta unga entreprenörer och streetsmarta ledare.
- Selfmade Boost – har uppdraget att öka ungas möjligheter till jobb, karriärer, eget företagande och entreprenörskap genom att erbjuda teoretiska och praktiska kompetenser, nätverk och de kontakter som behövs.
- Powerhouse  – stöttar unga mellan 13 och 25 år att dra igång egna projekt som kan förbättra världen.
- Skaffa jobb – kunskap, information och tips från kunniga människor och trovärdiga organisationer för att vägleda unga i hur man gör för att skaffa ett jobb.
- 4uvas – står för "unga som varken arbetar eller studerar" och är ett projekt som syftar till att hitta lösningar för att få unga i sysselsättning.
- The Job – ett samarbete mellan Fryshuset och Stockholms stad som syftar till att underlätta för unga i Järva att ta sig in på arbetsmarknaden.
- Kompetenslyftet Syd – ett projekt som ger anställda i civilsamhället i Skåne möjlighet till kompetensutveckling och organisationsutveckling.

### Ungdomskultur[6]
- F.U.S.E (Förlag, Utbildning, Stöd & Engagemang) – Fryshusets musikverksamhet med inriktning på urban musik och hiphopkultur.
- Liv1 – en plattform och community som lyfter och sprider förebilder som visar att etnisk och kulturell mångfald på olika sätt är viktigt för ett hållbart Sverige..
- Street pep – en mobil och kostnadsfri aktivitetsfestival för barn och unga där deltagarna har en palett av fysiska aktiviteter att testa och förhoppningsvis fastna för och därigenom få en mer aktiv vardag.
- Motorintresserad ungdom (MIU) – en verksamhet för unga som älskar motorer och bilar.
- Lovely Days – kultur- och idrottsaktiviteter för barn och ungdomar mellan 10 och 20 år under skolloven.
- Stockholm Skatepark – Stockholms enda inomhusarena för skateboard, inlines och bmx.
- Fryschillet – en mötesplats för ungdomar i högstadiet och gymnasiet.
- Frysbox – erbjuder kampsportsträning kombinerat med dialog och självstärkande aktiviteter som bygger självkänsla, trygghet och gemenskap.
- Fryshuset Basket (tidigare KFUM Söder Basket) – är idag Sveriges näst största idrottsförening och Sveriges i särklass största basketförening.
- Essence of HipHop – ett nätverk av unga, eldsjälar, kulturbärare, ideella organisationer och statliga verksamheter.
- Danscenter – kurser och yrkesutbildning inom dans och musik.
- Fryshuset Gymmet – ett tränings- och motionsgym.
- Maria ungdomsklubb (MUK) – en plattform för unga inriktade på att ge unga möjlighet att få erfarenhet av olika kreativa uttryck och konstformer för att hjälpa dem att hitta vägar in i de kreativa branscherna.
- Skate Nation – arbetar med att välkomna och integrera nyanlända in i samhället med hjälp av skateboard.
- YOU+  – arrangerar utbildningar, inspirationsdagar, föreläsningar, masterclasses och möjligheten att få spela live och möta branschfolk på plats.
- 3C Connect//Compress//Change – ett samarbete mellan Fryshuset, norska JM Norway och danska Rapolotics med målen att förbättra förutsättningarna för unga kvinnor, icke-binära och transpersoner inom musikproduktion och att synliggöra och skapa nya möjligheter för dessa grupper inom musikindustrin.
- Empower Productions – möjliggör för unga tjejer och icke-binära att engagera sig i musikproduktion.
- Fryshusets mobila team – arbetar uppsökande.
- Öppen mötesplats i Nybro och Torsås.
- Queer the Space – en mötesplats för unga i åldrarna 13–19 år som identifierar sig som HBTQAI.
- Planet One – ett internationellt samarbete mellan Fryshuset och Greenpeace som stödjer unga i deras klimatengagemang.
- Momentum – en mötesplats för unga som är engagerade i klimataktivism och en del av Planet One.
- 4west – Husbys egna eventgrupp som utbildar unga i att ordna events och fritidsaktiviteter för unga.
- 2ans fritidsgård i Nacka – för unga i åldrarna 13–19 år
- Henriksdals fritidsgård – för unga i åldrarna 13–19 år
- Fisksätra fritidsgård – för unga i åldrarna 13–19 år

### Övrig verksamhet
- Fryshuset i Almedalen – medverkan i Almedalsveckan.
- Fryshuset på Järvaveckan – Fryshuset medverkar årligen på Järvaveckan.
- Anders Carlbergs minnespris – delar årligen ut i november hederspriser i kategorierna Påverkare, Revanschist och Livsgärning, samt ett stipendium till årets Unga förebild[7][8]

## Musik, konserter och evenemang

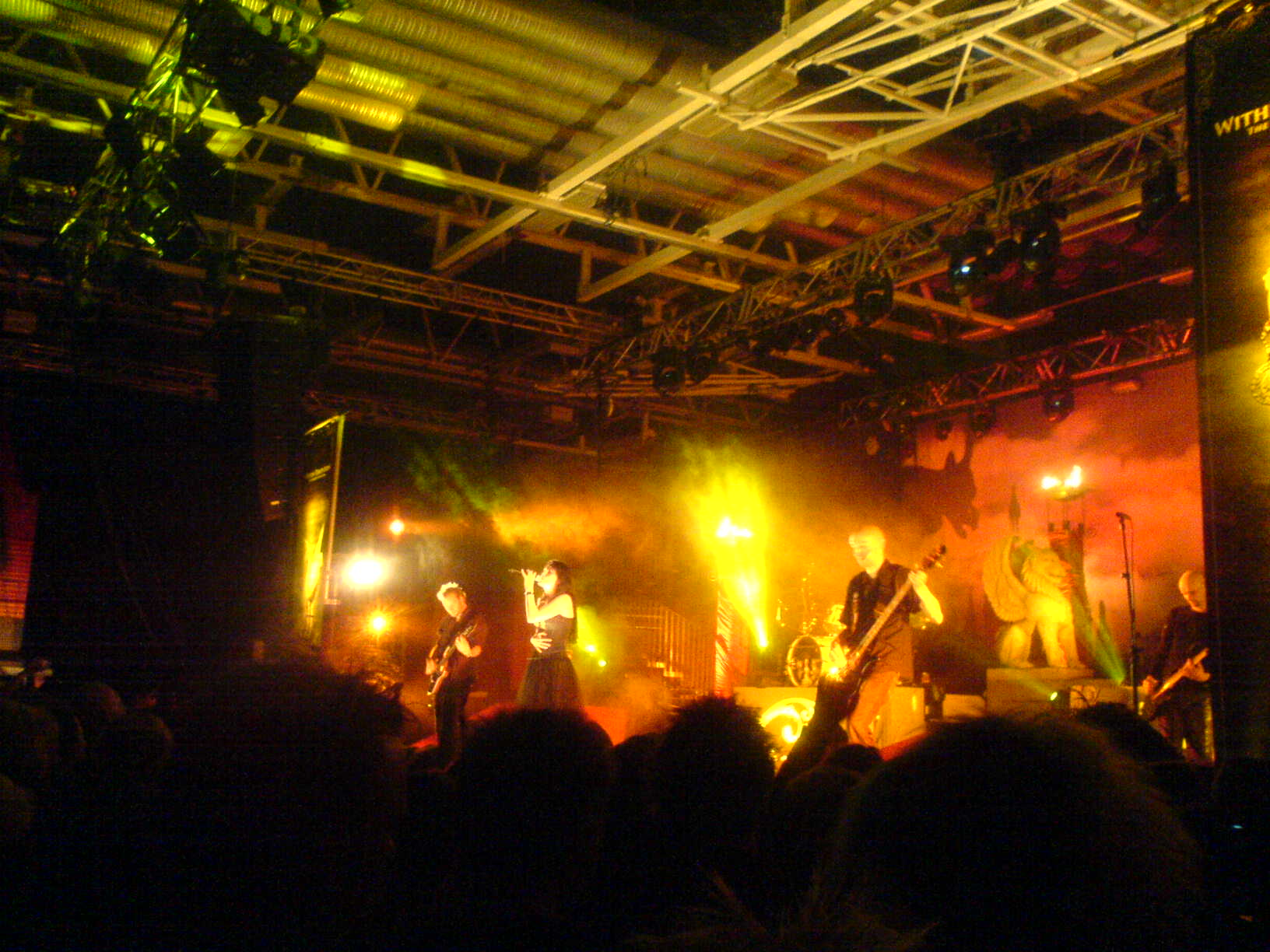
Within Temptation på Arenan 2007.

Fryshusets basketplan är också husets största scen, Arenan, med en kapacitet på 500-3500 personer. 
Mindre kända grupper och artister spelar på den mindre scenen, Klubben. Där kapaciteten uppnår 800 personer.